# Juliette Lasserre
Juliette Lasserre, geboren als Ilse Juliette Ziegert (* 14. April 1907 in Plainpalais, Genf; † 9. Juli 2007 in Muralto), war eine deutsch-schweizerische Fotografin und literarische Übersetzerin.

## Leben
Juliette Lasserre war die Tochter von Maximilian Ziegert (1863–1913) und Ilse Grund (1880–1928). Sie war das jüngste von vier Kindern. Ihre drei Brüder waren Hellmuth Ziegert (1899–1949), Erich Ziegert (1900–1978) und Hans-Peter Ziegert (1902–1977). Ihr Vater starb schon 1913. Mitte der 1920er Jahre begann sie eine Ausbildung zur Kindergärtnerin. Im Anschluss ließ sie sich im Lette-Haus in Berlin zur Fotografin ausbilden und arbeitete für Karlheinz Martin an der Berliner Volksbühne.

### Berufliche Laufbahn

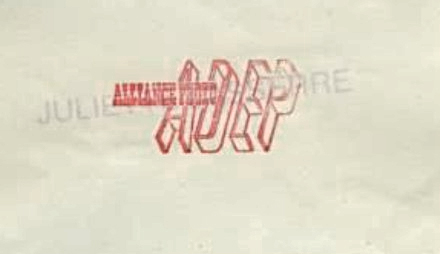
Rückseite einer Fotografie von Juliette Lasserre mit ihrem, als auch dem Agenturstempel von Alliance-Photo, Paris.

Etwa ein Jahr nach dem Suizid ihrer Mutter kam Juliette Lasserre 1929 zu ihrer Tante Helen Hessel und ihrem Onkel Franz Hessel nach Paris, die beide mit Henri-Pierre Roché in einer Ménage à trois lebten. Sie fand Arbeit als Assistentin bei Germaine Krull. 
1933 heiratete sie den Schweizer Bildhauer André Lasserre und erlangte so die Schweizer Staatsbürgerschaft. Das Ehepaar lebte zuerst in einem Atelierhaus in der Rue Broca, bis Juliette Lasserre Ende der 1930er Jahre ein Fotostudio in der Rue de Seine eröffnete. 
Sie lernte die US-amerikanische Fotografin Maria Eisner kennen, die zusammen mit Pierre Boucher und René Zuber im Dezember 1934 die Fotoagentur Alliance-Photo gegründet hatte. Juliette Lasserres Name befand sich auf dem Briefkopf der Agentur, 125 rue du Faubourg-Saint-Honoré. Zu ihren Kunden zählten die Modistin Louise Bourbon wie auch die Modeschöpfer Jacques Heim, Kostio de War und Vanina de War.
Sie publizierte ihre Fotografien Mitte der 1930er Jahre im Modemagazin Heim des Modehauses Jacques Heim. In den Jahren 1937 und 1938 arbeitete sie kontinuierlich an Fotoreportagen im kommunistischen Magazin Regards, ganz im Zeichen eines sozialkritischen Engagements, und lieferte fotografische Beiträge für die Tagespresse. Im Februar 1940 erhielten Juliette und André Lasserre die beantragte französische Staatsbürgerschaft.
Am 26. September 1939 wurde die Kommunistische Partei in Frankreich verboten, zu deren Anhängern sich die Lasserres zählten. Zu ihren Freunden gehörten die Genossen Reynold Thiel sowie Lulu und Maurice Magis, ein Buchhändlerpaar aus Belgien. Nach einem Aufenthalt in Deutschland und aufgrund von Juliette Lasserres Arbeit in der Agentur Alliance-Photo wurde das Ehepaar von der Sûreté überwacht und schließlich Anfang April 1940, nachdem in den Wohnräumen über dem Fotoatelier militärische Dokumente gefunden worden waren, verhaftet.
Als die Stadt am 14. Juni 1940 von den deutschen Truppen besetzt wurde, war das Ehepaar schon nach Toulon überführt worden und wartete auf seinen Prozess. Am 10. März 1941 wurden beide von Richter Gaulène zum Tode verurteilt. Ihnen wurde auch die just erlangte französische Staatsbürgerschaft wieder aberkannt. Dank des Einsatzes von Juliette Lasserres Bruder Hellmuth Ziegert, einem Hauptmann der Wehrmacht, wurde das Ehepaar freigelassen. Es verließ Frankreich, um in Potsdam bei Juliette Lasserres zweitem Bruder Erich Ziegert, einem Kunsthändler und Parteimitglied der NSDAP, unterzukommen. Ideologische Spannungen veranlassten die Lasserres, Potsdam in Richtung Bayern zu verlassen, um in der Nähe von Prien am Chiemsee bis zum Kriegsende zu überleben.
Zurück in Paris, wurde der Prozess gegen das Ehepaar wieder aufgerollt. Nach einem langen juristischen Prozeder wurde Juliette Lasserre des Landes verwiesen, und André Lasserre blieb bis 1951 in Haft. Durch die Vermittlung von Hans Habe arbeitete Juliette Lasserre nach dem Krieg für die Münchner Zeitung und begab sich 1949 nach London. 1952 wurde die Ehe zwischen Juliette und André Lasserre geschieden.
Von 1951 bis 1956 arbeitete Juliette Lasserre für den Bernsen’s International Press Service (BIPS) und leitete zwei Jahre lang die Büros in Hamburg, München, Köln und Berlin. Zwischendurch wurde sie als Übersetzerin tätig, unter anderem in Kooperation mit Hedda Eulenberg, und schrieb Artikel für die Presse. Anfang der 1960er Jahre kehrt sie in ihr Geburtsland zurück und arbeitet noch einige Zeit für die Schweizer Frauenzeitschrift Annabelle. Ihren Lebensabend verbrachte sie bei Locarno und starb im Alter von 100 Jahren in der Tessiner Gemeinde Muralto.

## Fotografisches Werk
Als Juliette Lasserre Ende der 1920er Jahre in Paris eintraf, hatte sie dank ihrer Tante Helen Hessel, Germaine Krull und ihrem späteren Ehemann André Lasserre schnell Anschluss in die Pariser Kunstszene gefunden. Zu ihrem neuen Freundes- und Bekanntenkreis zählten Künstler, Literaten, Schauspieler und Galeristen wie Chaim Soutine, Francis Picabia, Man Ray, Sonia Mossé, André Breton, Louis Aragon, Paul Eluard, Jean-Louis Barrault, Pablo Picasso, Antonin Artaud, Raymond Rouleau, Robert Desnos und Léopold Zborowski. An den Fotoreportagen, die sie in den 1930er Jahren in der kommunistischen Wochenzeitschrift Regards veröffentlichte, ist ihr großes Engagement an Themen wie Armut, Alter, Kindheit und Arbeit zu erkennen. 1937 präsentierte sie ihre Fotoserie Visages d’enfants („Kindergesichter“) in der Galerie von Joseph Billiet.

« Juliette Lasserre tient une place à part dans la photographie contemporaine par sa volonté de ne pas se singulariser. Grâce aux moyens les plus simples, à une technique dont elle connaît les limites, cette jeune femme sait exactement transmettre ce qu’elle a voulu. Ses Visages d’enfants, documents psychologiques, états de sensibilité, attitudes, prouvent un don de perspicacité qui n’est jamais en défaut. Le moment choisi pour la prise de vue est rigoureusement celui de la plus grande intensité expressive. Et ce don donne des résultats plus émouvants et plus humains que les mises en pages pittoresques, la recherche du détail-vedette et la littérature dont on entoure absurdement ce métier sous prétexte d’art. »

„Mit ihrer Absicht, sich nicht hervorzutun, nimmt Juliette Lasserre in der zeitgenössischen Fotografie eine Sonderstellung ein. Dank einfachster Mittel und einer Technik, deren Grenzen sie kennt, weiß diese junge Frau genau das zu vermitteln, was sie möchte. Ihre Visages d’enfants, psychologische Aufzeichnungen, Empfindungszustände, Haltungen, beweisen eine Gabe des Scharfsinns, die nie versagt. Der für die Aufnahme gewählte Zeitpunkt ist der Moment der größten Ausdruckskraft. Und diese Gabe führt zu bewegenden Ergebnissen, die menschlicher sind als malerische Kompositionen, die Suche nach dem wichtigsten Detail und die literarische Aufbereitung, mit der man diesen Beruf unter dem Vorwand der Kunst absurderweise umgibt.“

Neben der Arbeit für die Presse und ihren Ausstellungen fotografierte sie auch für Modeschaffende. In der schon erwähnten Modezeitschrift Heim entstanden neben den Modefotografien auch Collagen, einige in Zusammenarbeit mit Dora Maar und Dora Kallmus alias Madame d’Ora. Der Einfluss des Surrealismus ist erkennbar. In den Jahren nach dem Zweiten Weltkrieg widmete sie sich weiterhin sowohl sozialen als auch gesellschaftlichen Themen wie der Zerstörung, den Vertreibungen und den Gräueltaten des Krieges in Deutschland und Europa.
Ihr fotografisches Archiv gilt als verschollen.

## Ausstellungen
- 1934: Galerie de la Pléïade, 73, Boulevard Saint-Michel, Paris; Gruppenausstellung[16]
- 1935: Musée des Arts Decoratifs au Pavillon de Marsan, Paris; Exposition Internationale de la Photographie Contemporaine[17]
- 1937: Galerie Billiet-Worms, 30, Rue La Boëtie, Paris; Visages d’Enfants[18]
- 1937: Galerie de l’art et industrie, Paris; Exposition de Photographie[19]

## Publikationen (Auswahl)
Übersetzungen
- Vincent van Gogh: Aus den Briefen an seinen Bruder. Ins Deutsche übersetzt von Juliette Lasserre und Rudolf Schröder. Drei Eulen Verlag, Düsseldorf 1948.
- François Porché: Leo Tolstoj. Die Wahrheit über sein Leben. Originaltitel: Portrait psychologique de Tolstoï. Ins Deutsche übersetzt von Hedda Eulenberg und Juliette Lasserre. Verlag Droste, Düsseldorf  1954.
- Peter Abrahams: ...dort wo die weissen Schatten fallen. Originaltitel: Tell Freedom: Memories of Africa. Ins Deutsche übersetzt von Juliette Lasserre und Eva Kuhn. Europäische Verlagsanstalt, Frankfurt am Main 1956.
- Peter Abrahams: Schwarzer Mann im weissen Dschungel. Originaltitel: Mine Boy. Ins Deutsche übersetzt von Juliette Lasserre und Eva Kuhn. Rex Verlag, München 1961.

Artikel
- Les Gitans d'Autriche sous loccupation nazie. In: Monde Gitan, Nummer 20, 1971, Association Notre-Dame des Gitans, Paris.[20]
- Brutalités policières à Lille. In: Monde Gitan, Nummer 25, 1973, Association Notre-Dame des Gitans, Paris.[21]